# Examen de cas critique
 (signalé en juin 2025).
Si vous disposez d'ouvrages ou d'articles de référence ou si vous connaissez des sites web de qualité traitant du thème abordé ici, merci de compléter l'article en donnant les références utiles à sa vérifiabilité et en les liant à la section « Notes et références ».
- Archive Wikiwix
- Bing
- Cairn
- DuckDuckGo
- E. Universalis
- Gallica
- Google
- G. Books
- G. News
- G. Scholar
- Persée
- Qwant
- (zh) Baidu
- (ru) Yandex
- (wd) trouver des œuvres sur Wikidata

Un examen de cas critique (Serious Case Review) en Angleterre se déroule après qu'un enfant ou un adulte vulnérable est mort ou a été grièvement blessé dans des circonstances où l'abus ou la négligence a joué un rôle. L'objectif est d'apprendre des leçons pour prévenir de futurs incidents similaires. Des procédures similaires dans d'autres pays du Royaume-Uni sont appelées des « examens de pratique des enfants » au Pays de Galles, des « examens de la gestion des cas » en Irlande du Nord et des « cas importants » en Écosse. Un SCR devrait être tenu si un abus ou une négligence est suspecté d'être impliqué, un enfant est décédé ou a été gravement blessé et s'il y a des inquiétudes quant à la façon dont les organisations ou les professionnels ont travaillé ensemble pour protéger l'enfant.
Un examen de cas critique a été lancé à la suite du meurtre de Laura Wilson.